# 莫鳳儀
莫鳳儀，MH，JP，香港兒童教育家，香港演藝學院校董會成員，海港青年商會名譽顧問，九龍地域校長聯會名譽主席，香港教育大學附屬有限公司行政會議成員，香港藝術發展局「校園藝術大使計劃」顧問，香港教育局家校合作事宜委員會委員，啟基學校創校校長（1995-2013）及榮譽校董，護苗基金執行委員會委員，香港兒童合唱團董事， 香港童聲合唱協會顧問，香港舞蹈團藝術顧問，香港青少年領袖發展協會顧問委員會名譽顧問，九龍地域傑出學生聯會董事會創會主席，香港青少年發展聯會德育發展中心督導委員會委員，香港家長協進會有限公司會務顧問，前香港數碼廣播有限公司首席顧問，傑出青年協會前主席，香港兒童文藝協會名譽會長及前會長，香港遊樂場協會執行委員會委員，香港傑出少年選舉評審等。

## 簡歷
莫鳳儀就讀聖保羅男女中學附屬小學（1962年下午校）和嘉諾撒聖方濟各書院，及後畢業於香港教育大學，積極推動青少年兒童教育及文藝工作四十年。自七零年代演出話劇，八零至九零年代編導多齣極富教育意義的兒童音樂劇，並連續四屆主持電視廣播有限公司節目「溫故知新」，亦曾參與編寫、敘述、填詞、主唱及監製六十多套說故事、歌唱及教授英語的錄音帶及鐳射唱碟。2001年、2003年及2006年為護苗基金的護苗教育數碼影碟擔任旁述。
1986年至1999年為香港電台撰稿及主持的節目「聽聽唱唱學英文」，分別於1987年在曼谷及1990年在印尼榮獲「亞太廣播協會」頒發「兒童節目大獎」。1999年、2001年及2002年獲香港管弦樂團邀請，以中英文講故事結合管弦樂團演奏作大型演出。2006年應香港小童群益會邀請於「世界閱讀日」為千多位兒童及家長講故事四十五分鐘，紀錄其後被列入健力士世界大全。2014年應香港中樂團邀請，於《名家名曲顧冠仁》音樂會中，以廣東話朗誦唐代詩人白居易的作品《琵琶行》，伴以中樂團演奏由顧冠仁先生為此長篇詩譜寫的樂曲。
1994年獲選香港十大傑出青年；2002年獲香港特別行政區行政長官委任為太平紳士，以嘉許其熱心公益事務及對香港社會作出的無私奉獻；2008年獲委任為香港藝術發展局大會委員；2010年獲香港特區政府頒授榮譽勳章，以表揚其對香港文化藝術的卓越貢獻；2014年起獲委任為香港演藝學院校董會成員。
1995年出任啟基學校創校校長，創立「五心教育」，並積極實踐「藝術教育」、「品德教育」，以培育喜愛學習、善於溝通、勇於承擔及敢於創新的青少年兒童為己任 ； 2013年榮休後應校董局邀請擔任榮譽校董。
2013年9月獲邀加盟香港數碼廣播有限公司，成為DBC數碼電台校園台台長; 2014年被委任為首席顧問。加盟以來，期望透過大氣電波，為全港校長、老師、家長及學生傳遞正面信息，發放正能量，締造和諧健康的人生。
此外，莫鳳儀經常獲本港及國內各大專院校、辦學團體、政府部門、社團機構等邀請，開設教師培訓與親子講座，或作專題主講嘉賓，其中包括：有趣互動英語教學、傑出青年與你談創意思維、領袖才能的訓練、戲劇教育在小學的多元發展模式、全方位推行藝術教育、怎樣培育優良新一代、表達能力與溝通技巧、讓閱讀豐富孩子的生命等。自九零年代開始擔任教育、文學、藝術評審工作，包括：香港學校朗誦節、香港公共圖書館舉辦的「香港中文文學雙年獎」— 兒童及少年文學組、香港教育局舉辦的「信興閲讀獎勵計劃」— 初中組中文讀書報告比賽、香港兒童文藝協會及中央圖書館合辦的「全港中文故事創作比賽」、香港大學舉辦的「青年文學獎」— 青少年組、維多利亞青年商會主辦的「祖父母節」散文創作比賽、國際奧林匹克機械人運動會、香港青少年科技創新大賽、半島青年商會舉行的「青年家書」寫作比賽、香港教師夢想基金舉辦的「教師夢想計劃」，以及其他辯論比賽等。現時除了繼續履行多份公職和社會服務外，還於舞台劇製作方面擔任策劃、司儀、演出、旁白等，超卓表現備受各方讚賞。

## 個人生活
莫鳳儀已婚，丈夫為劇場導演及前市政總署文化事務總經理袁立勳。

### 主要
1. ↑  . 華僑日報. 1962-10-27: 13  [2022-04-26]. （原始内容存档于2022-08-23）.
2. ↑  . Oh! 爸媽. 2017-03-21  [2019-02-22]. （原始内容存档于2019-11-30）.
3. ↑  . 三星. 2013  [2019-02-22]. （原始内容存档于2019-02-23）.
4. ↑  盧子健、何安達. . 天地圖書. 1994: 269.

### 其他
- 香港教育局 新聞稿 「教育局委任家校會主席及成員」 2017年8月31日
- 傑青動態 — 傑出青年協會Facebook專頁 2017年8月20日
- 「啟基前校長莫鳳儀 — 孩子人生的色彩由爸媽填上」《Oh！爸媽》2017年3月21日
- 香港教師夢想基金Facebook專頁
- 雷雨对日出Facebook專頁
- 莎士对比亞Facebook專頁
- 香港數碼廣播有限公司
- 「名家名曲顧冠仁」《藝頻》2014年3月28-29日 http://arts-news.net/artevent/名家名曲顧冠仁 （页面存档备份，存于）
- 香港演藝學院 http://www.hkapa.edu/about/governance/ （页面存档备份，存于）
- 香港青少年發展聯會 http://www.hkayd.org.hk/index.php?action=associations （页面存档备份，存于）
- 香港家長協進會 http://www.hkpa.com.hk/理事名錄-2/ （页面存档备份，存于）
- 啟基學校 http://www.ccs.edu.hk/wordpress/?page_id=3171 （页面存档备份，存于）
- 香港教育大學
- 《春風化雨五心路 ﹣ 莫鳳儀》2013年9月
- 九龍地域傑出學生聯會 https://web.archive.org/web/20171015044604/http://krosa.org.hk/structure.html
- 香港童聲合唱協會 https://www.hktreblechoir.com/index.php/aboutus/directors/zh （页面存档备份，存于）
- 香港兒童合唱團 https://web.archive.org/web/20171009193827/http://www.hkcchoir.org.hk/catalog/tc/bod.php
- 九龍地域校長聯會 https://web.archive.org/web/20171009000706/http://www.krsha.org/about.asp?id=20
- 香港舞蹈團 http://www.hkdance.com/about.php?action=-board （页面存档备份，存于）
- 香港青少年領袖發展協會顧問委員會 http://ylda.org.hk/Chi/?page_id=839 （页面存档备份，存于）
- 半島青年商會 https://web.archive.org/web/20171019220233/http://www.hkpjc.org/index.php/en/individual-commission/youth-affairs/823-ya17-familyletter
- 海港青年商會 https://web.archive.org/web/20180815055326/https://www.hjc.org.hk/orgchart
- 傑出青年協會 http://www.toypa.org/content.asp?Uid=23 （页面存档备份，存于）
- 護苗基金 http://www.ecsaf.org.hk/Chinese/work.php?expandable=0&mid2=16&mid=1 （页面存档备份，存于）
- 「講古『天后』莫鳳儀」《明報周刊》2006年5月20日
- 「長不大的 Maggie 姐姐 ﹣ 莫鳳儀」《童聲》2003年1月
- 「莫鳳儀對兒童文藝工作情有獨鍾」《明報》1994年11月11日
- 兒童文藝協會 ﹣ 莫鳳儀 （页面存档备份，存于）